# Windy City Bulls
Die Windy City Bulls sind ein Team der NBA G-League und die Entwicklungsmannschaft der Chicago Bulls. Heimarena ist die NOW Arena (ehemals Sears Centre Arena) in den Hoffman Estates, Illinois, USA.

## Vereinsgeschichte
Im Oktober 2015 entschied sich das Management der Chicago Bulls ein eigenes NBA D-League Team aufzubauen, in dem junge Talente gefördert und weiterentwickelt werden können. Damit folgten die Profis aus Chicago dem Trend zur Nachwuchsmannschaft, den andere Teams aus der NBA bereits vorlebten. Die Vereinsfarben der Windy City Bulls sind Rot, Weiß und Schwarz.
Die erste Saison beendete das Team von Coach Nate Loenser und President Brad Seymour auf dem 5. Platz der Central Division.
In seiner ersten Profi-Saison in der NBA wurde auch der Deutsche Paul Zipser kurzzeitig zu den Windy City Bulls versetzt, um Erfahrungen im Spielbetrieb der amerikanischen Ligen zu sammeln.